# Хранево
Хранево — деревня в Лотошинском районе Московской области России.
Относится к сельскому поселению Микулинское, до реформы 2006 года относилась к Микулинскому сельскому округу. По данным Всероссийской переписи 2010 года численность постоянного населения деревни составила 92 человека (40 мужчин, 52 женщины).

## География
Расположена в центральной части сельского поселения, примерно в 20 км к северо-западу от районного центра — посёлка городского типа Лотошино. Автобусное сообщение с городами Волоколамском, Старицей и пгт Лотошино. В 2,5 км севернее протекает река Шоша, впадающая в Иваньковское водохранилище. Соседние населённые пункты — посёлок Немки, село Микулино и деревня Пеньи.

## Исторические сведения
В 1764 году в Храневе была построена однопрестольная деревянная церковь Иконы Божией Матери Казанская, которая неоднократно перестраивалась и к началу XX века утратила свой первоначальный облик. Около 1918—1919 годов сгорела.
В 1855 году выстроена кирпичная пятишатровая церковь Введения Пресвятой Богородицы во Храм в русско-византийском стиле. Имела боковые Никольский и Ильинский приделы, была близка к образцовым проектам К. А. Тона. В 1930-х закрыта, в 1955 году сломана. На месте церкви установлен памятный крест.
По сведениям 1859 года — село Храневского прихода, Микулинской волости Старицкого уезда Тверской губернии в 40 верстах от уездного города, на равнине, с 40 дворами, 2 прудами, 3 колодцами и 282 жителями (141 мужчина, 141 женщина).
В «Списке населённых мест» 1862 года Хранево — владельческое село 2-го стана Старицкого уезда по Волоколамскому тракту в город Тверь, при пруде, с 42 дворами, двумя православными церквями и 396 жителями (173 мужчины, 223 женщины).
В 1886 году — 79 дворов с 459 жителями (210 мужчин, 249 женщин). В 1915 году насчитывалось 98 дворов.
С 1929 года — населённый пункт в составе Лотошинского района Московской области. До 1939 года Хранево — центр Храневского сельсовета.

## Население
| 1859 | 1886 | 2002 | 2006 | 2010 |
| ---- | ---- | ---- | ---- | ---- |
| 396  | ↗459 | ↘94  | ↗102 | ↘92  |

## Известные уроженцы
8 сентября 1929 года здесь родился Николай Александрович Селиванов — российский скульптор, народный художник Российской Федерации.